# Diego Lugano
Diego Alfredo Lugano Moreno (Canelones, Uruguay, 1980. november 2. –) uruguayi labdarúgó, korábbi  Uruguayi labdarúgó-válogatott labdarúgó, posztját tekintve  hátvéd. Korábban szerepelt a Nacional, a Plaza Colonia, a São Paulo és a Fenerbahçe csapatainál. A válogatott csapatkapitánya is volt. Őt választották meg a 2010-es labdarúgó-világbajnokság legjobb kapitányának.

## Pályafutása

### Kezdeti évek
Lugano 1999-ben kezdte profi pályafutását a Nacionalnál. Két évig maradt, majd a Plaza Colinához igazolt.

### São Paulo
2003. május 11-én, egy Atlético Mindeiro elleni 1-1-es meccsen debütált a São Paulóban. A leigazolása komoly viharokat okozott a csapaton belül, hiszen a klub elnöke, Marcelo Portugal Gouvêa a menedzser, Oswaldo de Oliveira megkérdezése nélkül vitte őt a csapathoz. Eleinte ezért nem is került be a kezdőbe és sokszor még a cserepadra sem ülhetett le. Oliveira távozás után egyre többször kapott lehetőséget.
2005-ben, középhátvédként játszva komoly szerepe volt abban, hogy csapata megnyerte a Paulista bajnokságot, a Copa Libertadorest és a Klubvilágbajnokságot. Remek teljesítménye miatt megkapta a Dél-Amerika legjobb védőjének járó díjat. 2006-ban ezüstéremhez segítette csapatát a Copa Libertadoresben. A São Paulo szurkolói a mai napig hősként tisztelik harcossága miatt.

### Fenerbahçe

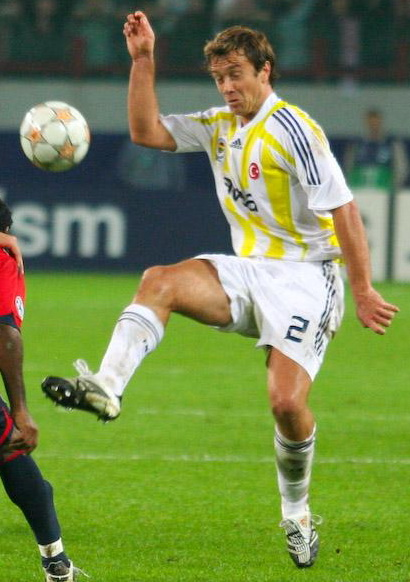
2007-ben a Fenerbahçe színeiben

Lugano 2006. augusztus 21-én, 7,5 millió euróért a Fenerbahçéhoz szerződött, ahol  négyéves szerződést írt alá. Szeptember 9-én duplázott, majd gólpasszt adott Tuncay Şanlınak a Antalyaspor elleni bajnoki mérkőzésen. A mérkőzést 4-2-re nyerték meg. November 23-án az UEFA-kupában a Palermo ellen is eredményes tudott lenni. Remek párost alkotott Edu Dracenával, és már első szezonjában bajnoki címet ünnepelhetett csapatával. Itt is hamar megszerették a drukkerek, mivel nem ismert elveszett labdát és gyakran szerzett gólt kitartásának köszönhetően.
A 2007-2008-as szezonban is alapember volt. 2008. február 20-án a bajnokok ligájábán a spanyol Sevilla ellen szerzett gólja volt a szezonbeli egyetlen gólja. A harmadik szezonjában továbbra is megőrizte helyét a kezdő tizenegyben. 25 bajnoki mérkőzésen lépett pályára és ezeken 7 gólt szerzett. Betalált a Galatasaray kapujába is.
2009. április 12-én, a Galatasaray ellen piros lapot kapott, mivel megütötte Emre Aşıkot. Öt meccsre tiltották el. 2009-ben egy új,  négyéves szerződést kapott. A 2010-2011-es szezonban bajnoki címet ünnepelhetett, de a szezon végén távozott Törökországból és Franciaországba igazolt.
Sikeres éveket töltött a Fenerbahçe együttesénél, ahol három Török kupát és két Török bajnoki címet szerzett. Több mint 100 mérkőzésen képviselte a klub mezét.

### Paris Saint-Germain
2011. augusztus 27-én 3 millió euróért csatlakozott a Francia első osztályban szereplő Paris Saint-Germain csapathoz. Augusztus 11-én debütált új klubjában a Stade Brestois együttese ellen 1-0-ra megnyert hazai találkozón, ahol kezdőként végig játszotta a mérkőzést és egy sárga lapot is szerzett. 2012. január 8-án szerezte meg első gólját egy Francia labdarúgókupa mérkőzésen a St. Co Locminé ellen a 93.percben. Góljával a mérkőzést 2-1-re nyerték meg, idegenben.

## Válogatott
Lugano 2003 óta tagja az uruguayi válogatottnak, első gólját 2008. június 14-én, Venezuela ellen szerezte. Részt vett a 2007-es Copa Américán és a 2010-es labdarúgó-világbajnokságon is.

## Statisztika

### Válogatott góljai
| 1                        | 2008. június 14.    | Estadio Centenario, Montevideo, Uruguay                              | Venezuela  | 1–0 | 1–1 | 2010-es labdarúgó-világbajnokság-selejtező |
| 2                        | 2008. október 11.   | Estadio Monumental Antonio Vespucio Liberti, Buenos Aires, Argentína | Argentína  | 1–2 | 1–2 | 2010-es labdarúgó-világbajnokság-selejtező |
| 3                        | 2009. március 28.   | Estadio Centenario, Montevideo, Uruguay                              | Paraguay   | 2–0 | 2–0 | 2010-es labdarúgó-világbajnokság-selejtező |
| 4                        | 2009. november 14.  | Estadio Ricardo Saprissa Aymá, San José, Costa Rica                  | Costa Rica | 1–0 | 1–0 | 2010-es labdarúgó-világbajnokság-selejtező |
| 5                        | 2011. március 29.   | Aviva Stadion, Dublin, Írország                                      | Írország   | 2–0 | 3–2 | Barátságos mérkőzés                        |
| 6                        | 2011. szeptember 2. | Metaliszt Stadion, Harkiv, Ukrajna                                   | Ukrajna    | 2–2 | 2–3 | Barátságos mérkőzés                        |
| 7                        | 2011. október 7.    | Estadio Centenario, Montevideo, Uruguay                              | Bolívia    | 2–1 | 4–2 | 2010-es labdarúgó-világbajnokság-selejtező |
| 8                        | 2011. október 7.    | Estadio Centenario, Montevideo, Uruguay                              | Bolívia    | 4–1 | 4–2 | 2010-es labdarúgó-világbajnokság-selejtező |
| 2012. május 28. szerint. |                     |                                                                      |            |     |     |                                            |

## Sikerei, díjai

### Klub
Nacional
- Uruguayi bajnok: 2000

São Paulo
- Campeonato Paulista: 2005
- Libertadores-kupa: 2005
- FIFA-klubvilágbajnokság: 2005
- Campeonato Brasileiro Série A: 2006

Fenerbahçe
- Török bajnok: 2006–07, 2010–11
- Török kupa: 2007, 2009, 2011

### Válogatott
Uruguay
- 2007-es Copa América: Negyedik helyezett
- 2010-es világbajnokság: Negyedik helyezett
- 2011-es Copa América: Győztes